# Elena Altieri
Pour les articles homonymes, voir Altieri.
Elena Altieri, née Elena Capucci, le 27 juillet 1916 à Stresa, dans la région du Piémont, en Italie, et morte le 1er mai 1997 dans la même ville est une actrice italienne.

## Biographie

### Débuts
Elle naît à Stresa dans la région du Piémont en 1916 d'un père anglais et d'une mère italienne. Elle fait ses débuts d'actrice au cinéma en 1937 dans le film musical Regiana della Scala de Guido Salvini et Camillo Mastrocinque.
Après plusieurs rôles secondaires, elle partage en 1940 l'affiche de la comédie Scarpe grosse de Dino Falconi (it) avec Amedeo Nazzari, Lilia Silvi et Lauro Gazzolo. Jusqu'en 1943, elle prend part à plusieurs films sans parvenir à s'imposer comme actrice de premier plan. La Seconde Guerre mondiale interrompt alors sa carrière.
Elle revient en 1948 en jouant un petit rôle dans le film Le Voleur de bicyclette (Ladri di biciclette) de Vittorio De Sica, l'un des films majeurs du mouvement néoréaliste italien. L'année suivante, elle participe à la comédie Totò le Moko de Carlo Ludovico Bragaglia aux côtés de Totò, Gianna Maria Canale et Carlo Ninchi.
En 1950, elle prend part au drame romantique Toselli (Romanzo d'amore) de Duilio Coletti qui est consacré au compositeur italien Enrico Toselli et à son histoire d'amour avec la princesse Louise-Antoinette de Habsbourg-Toscane. Trois ans plus tard, elle joue le rôle d'une duchesse française dans le film franco-italien Le Carrosse d'or de Jean Renoir.
Pour Mario Mattoli, elle est la directrice d'un journal dans le drame L'ultimo amante de Mario Mattoli, l'un de ses derniers rôles au cinéma. Elle joue un temps au théâtre en compagnie de Luigi Cimara et Andreina Paul et participe à des enregistrements pour la Rai.

### Fin de vie
Elle se retire finalement à la fin des années 1950 et décède en 1997 à Nice en France à l'âge de 80 ans.

## Filmographie

### Au cinéma
- 1937 : Regiana della Scala de Guido Salvini et Camillo Mastrocinque
- 1938 : Eravamo 7 sorelle de Mario Mattoli
- 1938 : Ai vostri ordini, signora... de Mario Mattoli
- 1938 : Luciano Serra, pilote (Luciano Serra pilota) de Goffredo Alessandrini
- 1939 : In campagna è caduta una stella d'Eduardo De Filippo
- 1939 : Eravamo sette sorelle de Nunzio Malasomma
- 1939 : Piccolo hotel de Piero Ballerini
- 1939 : L'amore si fa così de Carlo Ludovico Bragaglia
- 1940 : Vento di milioni de Dino Falconi (it)
- 1940 : Scarpe grosse de Dino Falconi (it)
- 1941 : Il pozzo dei miracoli de Gennaro Righelli
- 1941 : Idillio a Budapest de Giorgio Ansoldi et Gabriele Varriale
- 1942 : Oro nero de Enrico Guazzoni
- 1942 : La maschera e il volto de Camillo Mastrocinque
- 1942 : Vertigine de Guido Brignone
- 1942 : Ma femme et son détective (La guardia del corpo) de Carlo Ludovico Bragaglia
- 1942 : Colpi di timone de Gennaro Righelli
- 1943 : Quarta pagina de Nicola Manzari
- 1943 : L'angelo bianco de Guido Antamoro et Federico Sinibaldi
- 1948 : Le Voleur de bicyclette (Ladri di biciclette) de Vittorio De Sica
- 1949 : Totò le Moko de Carlo Ludovico Bragaglia
- 1950 : Pour l'amour du ciel (È più facile che un camello…) de Luigi Zampa
- 1950 : Toselli (Romanzo d'amore) de Duilio Coletti
- 1951 : Libera uscita de Duilio Coletti
- 1952 : Heureuse Époque (Altri tempi - Zibaldone n. 1) d'Alessandro Blasetti
- 1953 : Le Carrosse d'or de Jean Renoir
- 1955 : L'ultimo amante de Mario Mattoli
- 1955 : Scapricciatiello de Luigi Capuano
- 1956 : Scandale à Milan (Difendo il mio amore) de Giulio Macchi et Vincent Sherman

## Source
- (it) Roberto Poppi et Enrico Lancia, Le attrici, Rome, Gremesse, 2003 (ISBN 88-8440-214-X), p. 11.